# Sven Ove Gade
Sven Ove Gade (født 25. oktober 1935) er en dansk forfatter og tidligere chefredaktør for Ekstra Bladet. Han er gift med journalist Jonna Gade.
Gade er uddannet cand.merc. og har bl.a. været underdirektør i Industrirådet og politisk redaktør på Politiken. I 1965 var han med til at stifte partiet Liberalt Centrum. Han blev chefredaktør for Ekstra Bladet i 1976, hvor han efterfulgte Victor Andreasen, som var chefredaktør 1972-1976, og sad helt frem til 2000, hvor han blev efterfulgt af Hans Engell. Siden har han forfattet en lang række bøger samt skrevet til en række andre medier.